# NGC 5828A
NGC 5828A је спирална галаксија у сазвежђу Волар која се налази на NGC листи објеката дубоког неба.
Деклинација објекта је + 49° 58' 59" а ректасцензија 15h 0m 45,3s. Привидна величина (магнитуда) објекта NGC 5828 износи 16,1 а фотографска магнитуда 16,9. NGC 5828A је још познат и под ознакама MCG 8-27-52, CGCG 248-43, IRAS 14591+5011, PGC 53619.